# Signalizační systém č. 7
Signalizační systém č. 7, anglicky Signaling System Number 7 (SS7), nebo též Common Channel Signaling 7 (CCS7, C7) je sada protokolů pro síťovou signalizaci používaná v pevných a v mobilních telefonních sítí 2G a 3G. Základní principy fungování Signalizačního systému č. 7 popisuje doporučení ITU-T (dříve CCITT) Q.700.
Protokoly ISUP, NUP nebo TUP používají digitální telefonní ústředny v pevných telefonních sítích i v mobilních sítích 2G a 3G pro spojování a rušení telefonních hovorů, protokol MAP zajišťuje v mobilních sítích Mobility management, jehož úkolem je směrování volání a zpráv na mobilní telefony, a slouží pro přenos SMS mezi ústřednami a SMS centrem, protokol CAP pak řeší úkoly související s používáním předplacených telefonních karet a roamingem a umožňuje operátorům poskytovat některé pokročilejší služby. SS7 neslouží k přenosu telefonních hovorů, uživatelských dat při mobilním připojení k Internetu, ani pro přenos signalizace mezi účastníkem a telefonní ústřednou. Sítě VoIP a LTE používají jiné signalizační protokoly a SS7 používají nejvýše pro propojení s veřejnou telefonní sítí.
Označení CCS7 (Common Channel Signaling 7) zdůrazňuje, že signalizace probíhá po společném signalizačním kanálu (např. v jednom časovém slotu linky E1), odděleně od kanálu, který přenáší hovor. Jeden signalizační kanál s SS7 je schopen obsloužit přibližně 1000 kanálů pro přenos hlasu nebo dat.

## Struktura SS7 sítě
V telefonních sítích používajících SS7 jsou signalizační okruhy odděleny od hlasových. Na telefonní síť tak můžeme pohlížet jako na dvojici vzájemně propojených sítí:
- Síť pro přenos hlasu; používá techniku přepojování okruhů; pasivní část sítě, kterou si lze představit jako svazky linek, které jsou propojovány v tak zvaných Service Switching Points (SSP) podle požadavků ze signalizační sítě; na obrázku část zakreslená červeně, na kterou jsou připojena účastnická vedení k jednotlivým účastníkům.
- Signalizační síť; slouží k ovládání sítě pro přenos hlasu; používá techniku přepojování paketů a protokoly SS7; na obrázku jsou to všechny uzly označené SSP, STP a SCP propojené linkami A, B/D, C, E a F.

Uzly signalizační sítě souhrnně nazývané signalizační body (Signalling Points – SP) lze rozdělit do tří skupin:
- SSP – Service Switching Point – zajišťují propojování hlasových linek a tak plní funkci telefonní ústředny; v mobilních sítích se pro SSP používá název Mobile Switching Centre (MSC); SSP jsou jedinými místy, kde je propojena signalizační síť s přenosovou sítí; k SSP mohou být přímo připojeny účastnické telefonní linky; v České republice jsou však účastnické telefonní linky připojeny pomocí koncentrátorů, které nahradily dřívější místní telefonní ústředny; podobně v mobilních sítích jsou k MSC připojeny Base Station Controllers (BSC), ke kterým jsou připojeny jednotlivé základnové stanice (BTS)
- STP – Signalizační tranzitní bod (anglicky Signal Transfer Point) – přepínače (routery) signalizační sítě; umožňují komunikaci SSP a SCP, které nejsou přímo propojeny
- SCP – Service Control Point – prvky, které poskytují služby v signalizační síti, především databáze potřebné pro směrování volání a zpráv (např. HLR, VLR, EIR, location services, atd.)

SP, které zpracovávají signalizační zprávy (obsahují aplikační vrstvy SS7) se nazývají Signalling End Points (SEP); každý SSP nebo SCP je SEP, ale funkcionalitu SEP mohou mít i některé STP.

Struktura SS7 sítě

Jednotlivé prvky signalizační sítě jsou pro zajištění vysoké dostupnosti telefonních služeb dvojené, umístěné v různých lokalitách a vzájemně propojené, aby se funkčnost sítě zachovala i při výpadku jednotlivých linek a uzlů. Jednotlivé propojovací linky mezi dvojicemi zařízení jsou vedeny odlišnými cestami. Struktura sítě tak připomíná příhradovou konstrukci mostu. Rutinně se využívá vyvažování zátěže a zatížení linek se udržuje pod 40%, aby při výpadku jedné z linek bylo zatížení pod 80% a zbývala kapacita i pro provozní špičky. Síť je dimenzována tak, aby byla schopna pracovat při běžných denních špičkách, ne však při mimořádné zátěži (Silvestr apod.). Sledování funkčnosti linek je automatické, ale pro dosažení maximální dostupnosti musí existovat prostředky pro monitorování sítě, aby bylo možné obcházet případná místa výpadků a včas plánovat rozšiřování sítě podle postupného zvyšování provozu. Pro plánované akce vyžadující vyšší provoz se doporučuje dočasné posílení příslušné části sítě.

### Linky
Signalizační linky se rozlišují podle toho, jaké prvky signalizační sítě propojují:
- Linky typu A (Access Link): spojují SCP nebo SSP s STP
- Linky typu B (Bridge Link): spojují (jiné než párové) STP na stejné úrovni hierarchie navzájem
- Linky typu C (Cross Link): spojují párové STP
- Linky typu D (Diagonal Link): spojují STP na různých úrovních hierarchie navzájem
- Linky typu E (Extended Link): spojují SSP s jiným než lokálním STP; používají se zřídka
- Linky typu F (Fully associated Link): signalizační spojení SSP; sítích obsahujících STP se zpravidla nepoužívají

V mobilních sítích se písmeny A až F označují jednotlivá rozhraní. Přes použití stejných označení se jedná o dvě vzájemně nesouvisející věci, které nelze zaměňovat.
Podle rychlosti se signalizační linky rozlišují na
- LSL (Low Speed Link) s rychlostí 64 kbit/s nebo 56 kbit/s (DS0-A)
- HSL (High Speed Link) s rychlostí 2 Mbit/s (E1) nebo 1,5 Mbit/s (T1)

## Struktura SS7
Tradiční protokolový zásobník SS7 sestává z protokolů MTP-1, MTP-2, MTP-3 a SCCP, které odpovídají fyzické, linkové a síťové vrstvě referenčního modelu OSI. Vyšší vrstvy jsou tvořeny protokoly TCAP, CAP, ISUP, INAP, MAP (v ANSI sítích IS-41/ANSI-41). Po roce 2000 přešla většina telefonních operátorů na IP infrastrukturu (oddělenou od sítě Internet), kde jsou protokoly nižších vrstev nahrazovány protokoly SIGTRAN, které využívají protokoly IP a SCTP.

### Protokolový zásobník SS7
MTP – Message Transfer Part:
Zajišťuje přenos signalizace uvnitř národní sítě jednoho telefonního operátora.
SCCP – Signaling Connection Control Part:
Podporuje směrování signalizačních zpráv podle telefonních čísel. Umožňuje propojování hovorů a zpráv mezi státy a telefonními operátory.
TCAP – Transaction capabilities Application Part:
Zajišťuje spolehlivou výměnu informací mezi telefonními ústřednami a jednotlivými prvky mobilních telefonních sítí (MSC, VLR, HLR, SMSC).
MAP - Mobile Application Part:
Hlavní aplikační protokol pro výměnu signalizačních zpráv v mobilní síti GSM. Služby:
- lokalizace účastníka mobilní sítě
- podpora předplacených telefonních karet
- funkční zkoušky a údržba ve vzdálených uzlech sítě
- přenos tarifních dat
- přenos SMS

ISUP – ISDN User Part:
Uživatelská část, která slouží pro vytváření a rušení spojení mezi ISDN účastníky a zajišťuje jim další služby
TUP – Telephone User Part:
Uživatelská část, která slouží řízení výstavby spojení telefonních (analogových) účastníků a zajišťuje jim definované služby; předchůdce ISUP
OMAP – Operation & Maintenance & Administration Part:
Dohled a údržba a administrace sítě
BSSAP – BSS Application Part: protokol pro komunikaci mezi ústřednou veřejné mobilní sítě (MSC) a systémem základnových stanic (BSS)

## Historie
Mezi předchůdce SS7 patří signalizační systémy:
- CCITT R1 (USA a Japonsko) – používal systém MF (Multifrequency Tones)
- CCITT R2 (Evropa a dalších země) – používal systém MFC (Multifrequency Tones Compelled)
- CCITT Signalling System No. 5 (C5) – standardizovaný v roce 1964
- CCITT Signalling System No. 6 (C6) – vyvinutý v polovině 60. let a standardizovaný v roce 1976 – první signalizační systém, který používal Common Channel Signalling (CCS); používal proprietární datovou síť s linkami o rychlosti 2,4 kbit/s a technologii přepojování paketů

Od roku 1975 byly protokoly CCS vyvíjeny hlavními telefonními společnostmi a sektorem pro standardizaci telekomunikací Mezinárodní telekomunikační unie (ITU-T); v roce 1977 ITU-T definovalo první mezinárodní CCS protokol jako Signalizační Systém č. 6 (SS6).:s.145 V roce 1980 ve žluté knize řady doporučení Q.7XX ITU-T definovala Signalizační Systém č. 7 jako mezinárodní standard.  SS7 nahradil SS6 s jeho 28bitovou signalizační jednotkou, které měla omezenou funkcionalitu a nebyla použitelná na digitálních systémech.:s.145 SS7 také nahradil Signalizační Systém č. 5 (SS5), i když varianty multifrekvenční signalizace R1 a R2 se v mnoha zemích stále používají.[zdroj?]
Standardy pro SS7 byly vytvářeny postupně:
| Rok  | Publikace             | Obsah                                                              |
| ---- | --------------------- | ------------------------------------------------------------------ |
| 1980 | CCITT Yellow Book     | První publikace MTP2, MTP3, TUP                                    |
| 1984 | CCITT Red Book        | Revize MTP2, MTP3, TUP; doplněno SCCP a ISUP                       |
| 1988 | CCITT Blue Book       | Revize MTP2, MTP3, TUP, ISUP; doplněn TCAP a doplňkové služby ISUP |
| 1992 | ITU-T Q.767           | Doplněno mezinárodní ISUP                                          |
| 1993 | ITU-T "White Book 93" | Revize ISUP                                                        |
| 1996 | ITU-T "White Book 96" | Revize MTP3                                                        |
| 1997 | ITU-T "White Book 97" | Revize ISUP                                                        |
| 1999 | ITU-T "White Book 99" | Revize ISUP                                                        |

SS7 se začal používat v roce 1983 a postupně vytlačil SS6 i starší signalizační systémy. Počet stránek standardů popisujících SS7 narostl z 320 v roce 1980 na asi 9000 v roce 1999.

## Zranitelnost SS7
V roce 2008 bylo publikováno několik případů zranitelnosti SS7, které umožňovaly sledování uživatelů mobilních telefonů.
V roce 2014 oznámila média zranitelnost protokolu SS7, pomocí které může kdokoli sledovat pohyb uživatelů mobilních telefonů prakticky odkudkoli na světě s úspěšností přibližně 70%. Navíc je možné pomocí protokolu pro předávání spojení odposlouchávat hovory a vyžádat, aby mobilní operátor každého uživatele vydal dočasný šifrování klíč pro dešifrování zaznamenané komunikace. Softwarový nástroj SnoopSnitch může vydat varování, když se objeví určitý útok proti telefon zneužívající SS7, a odhaluje zařízení na zachycování IMSI jako Agáta, která umožňují odposlech hovorů a podobné činnosti.
V únoru 2016 byla narušena stabilita 30% sítě největšího mobilního operátora v Norsku, firmy Telenor kvůli „neobvyklé SS7 signalizaci od jiného evropského operátora“.
Na zranitelnost SS7 upozorňovaly americké vládní orgány, když například v dubnu 2016 kongresman Ted Lieu vyzval k vyšetřování dozorovým výborem.
V květnu 2017 německý poskytovatel mobilních služeb O2 Telefónica potvrdil, že zranitelnosti SS7 byly zneužity k obejití dvoufaktorové autentizace a provedení neautorizovaných výběrů z bankovních účtů. Pachatelé nainstalovali na ovládnuté počítače malware, který jim umožňoval shromažďovat přihlašovací údaje k účtům internetového bankovnictví a telefonní čísla. Nastavili přesměrování telefonních čísel obětí na jimi ovládané telefonní linky. Potvrzovací hovory a SMS zprávy pro dvoufaktorové autentizační postupy byly směrovány na telefonní čísla ovládaná útočníky. To jim umožnilo se přihlásit na online bankovní účty obětí a provádět převody peněz.
V březnu 2018 byla publikována metoda pro detekci zranitelností používající sledovací software s otevřeným zdrojovým kódem např. Wireshark a Snort. Povaha SS7, který se normálně používá na vyhrazených linkách mezi prověřenými síťovými operátory, kteří mají vzájemné dohody, umožňuje vysledovat provoz každého špatného aktéra až k jeho zdroji.
Vyšetřování britského listu The Guardian a Úřadu pro investigativní žurnalistiku odhalilo, že protokol SS7 byl 3. března 2018 zneužit při pokusu lokalizovat šejchu Latífu Maktúmovou, den před jejím únosem.